# Élections cantonales françaises de 1833
Des élections cantonales sont organisées en France en novembre 1833.